# مايكل ستال ديفيد
مايكل ستال ديفيد (بالإنجليزية: Michael Stahl-David)‏ هو ممثل أمريكي، ولد في 28 أكتوبر 1982 بشيكاغو في الولايات المتحدة. بدأ مشواره المهني سنة 2001.

## أعمال

### أفلام
- (2008) كلوفرفيلد[4]
- (2014) في عينيك
- (2016) الوعد[5]
- (2018) الرجاء الوقوف

### مسلسلات
- الفتاة الجديدة
- ذا غود وايف

ناركوس ٣

## وصلات خارجية
- مايكل ستال ديفيد على موقع IMDb (الإنجليزية)
- مايكل ستال ديفيد على موقع ألو سيني (الفرنسية)
- مايكل ستال ديفيد على موقع أول موفي (الإنجليزية)
- مايكل ستال ديفيد على موقع قاعدة بيانات الأفلام السويدية (السويدية)
- مايكل ستال ديفيد على موقع إن إن دي بي (الإنجليزية)
- مايكل ستال ديفيد على موقع قاعدة بيانات الفيلم (الإنجليزية)
- مايكل ستال ديفيد على موقع كينوبويسك (الروسية)